# Jewgienij Łuniow
Jewgienij Anatoljewicz Łuniow, ros. Евгений Анатольевич Лунёв (ur. 26 kwietnia 1976, Kazachska SRR) – kazachski piłkarz pochodzenia rosyjskiego, grający na pozycji napastnika.

## Kariera piłkarska

### Kariera klubowa
Wychowanek Szkoły Sportowej Szachtior Karaganda. W 1994 rozpoczął karierę piłkarską w klubie Batyr Ekibastuz. W 1995 przeszedł do Szachtiora Karaganda. Od 1997 występował w klubach Bołat Temyrtau, Irtysz-Bastau Pawłodar, Żengys Astana, Ekibastuziec Ekibastuz, Energetik-2 Pawłodar i Kajrat Ałmaty. W 2009 po raz piąty wrócił do Szachtiora Karaganda. W 2010 zasilił skład Okżetpesu Kokczetaw. Latem 2010 przeniósł się do Wostoku Ust-Kamienogorsk, w którym zakończył karierę piłkarza w roku 2011.

### Kariera reprezentacyjna
W latach 2000–2004 bronił barw narodowej reprezentacji Kazachstanu.

## Sukcesy i odznaczenia

### Sukcesy piłkarskie
Irtysz-Bastau Pawłodar
- mistrz Kazachstanu: 1999

### Sukcesy indywidualne
- król strzelców Mistrzostw Kazachstanu: 2002